# بيت الشعر في المغرب
بيت الشعر في المغرب مؤسسة ثقافية مغربية غير ربحية يتركز اهتمامها على الشعر و حماية حقوق الشعراء عمومًا. و تأسست جمعية بيت الشعر في 8 أبريل 1996، بمبادرة مجموعة من الشعراء المغاربة، وهم محمد بنطلحة، محمد بنيس، صلاح بوسريف، و حسن نجمي.

## أهداف المؤسسة
تقدم "جمعية بيت الشعر في المغرب" نفسها كهيئة دفاع عن الشعر عامة كفعل و كرامة الشعراء على وجه التحديد، إضافة إلى تعزيز دور الشعر في التواصل و تثمين دوره على المستويين الإنساني و الحضاري.   

## جائزة أركانة للشعر
تنظم المؤسسة سنويا جائزة للشعر اختارت لها اسم جائزة الأركانة العالمية و قد استلهم الإسم من شجرة الأركان التي يشتهر بها المغرب. و رأت هذه الجائزة النور سنة 2002 و توج بها شعراء من مختلف بقاع العالم، و من أبرزهم الأمريكيين تشارلز سيميك و مارلين هاكر، الفرنسي إيف بونفوا، الشاعر الفلسطيني محمود درويش الذي تسلم أخوه أحمد درويش الجائزة في مبادرة تكريمية للراحل محمود، و المغربيين محمد الأشعري والطاهر بنجلون، فيما حاز أول نسخة من الجائزة الصيني بي داو.

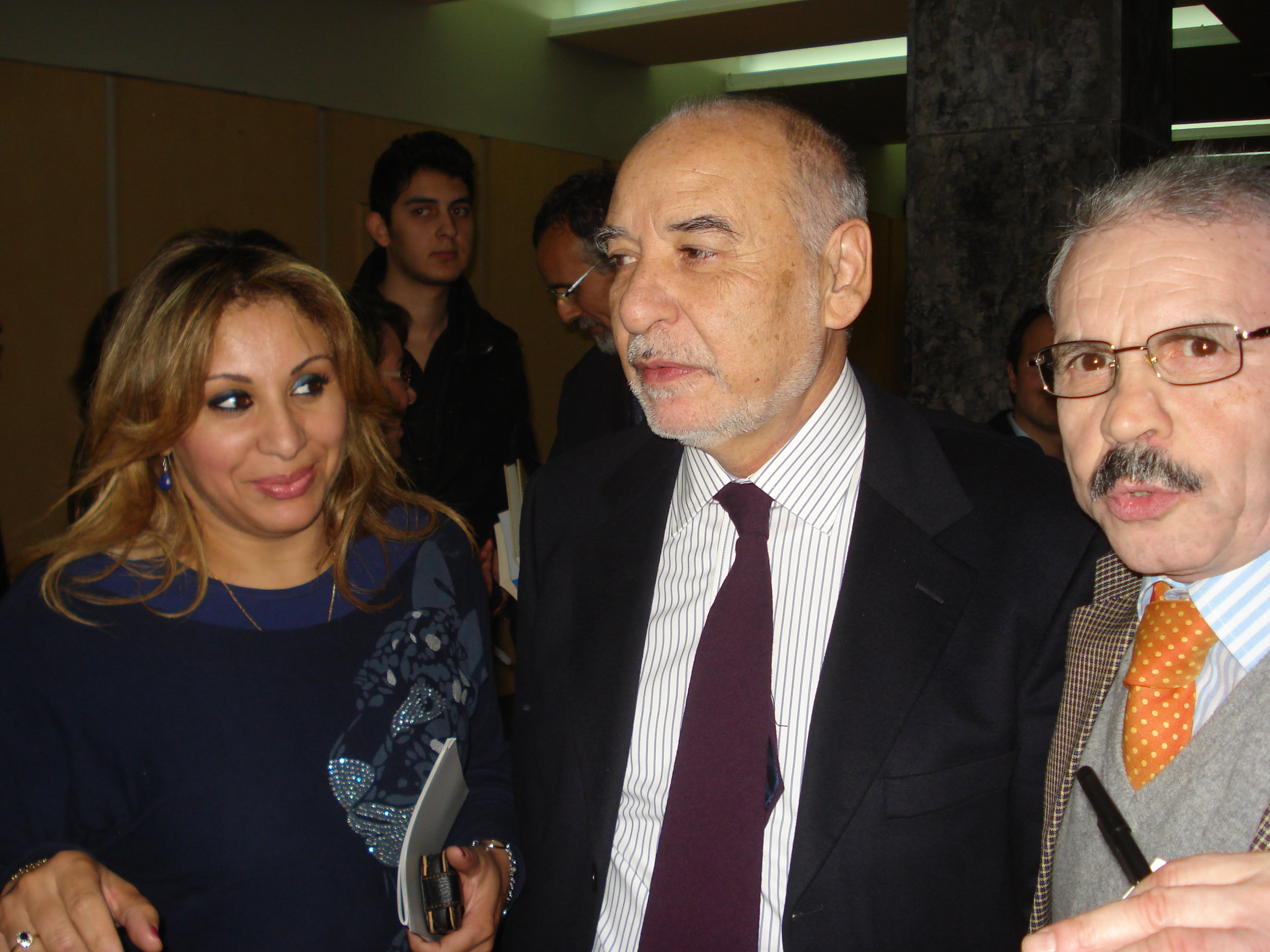
النسخة الخامسة لجائزة أركانة الشعرية كانت من نصيب الطاهر بن جلون

## إدارة المؤسسة
تتولى هيئة تنفيذية إدارة المؤسسة و تنتخب رئيسا لها عند انعقاد الجمع العام. و يتولى مراد القادري الرئاسة حاليا، فيما أدار شؤونها في فترات سابقة كل من محمد بنيس، عبد الرحمان طنكول، حسن نجمي و نجيب خداري في فترات سابقة.